# Asionurus petersi
Asionurus petersi is een haft uit de familie Heptageniidae. De wetenschappelijke naam van de soort is voor het eerst geldig gepubliceerd in 1987 door Braasch & Soldán.
De soort komt voor in het Oriëntaals gebied.